# اره‌بال دم‌مربعی
اره‌بال دم‌مربعی (نام علمی: Psalidoprocne nitens) نام یک گونه از سرده اره‌بال است.